# 怪盗ルソー
『怪盗ルソー』（かいとうルソー）は、2006年6月15日にバンダイナムコゲームス・ナムコレーベルから発売されたニンテンドーDS用の変装アドベンチャーゲームである。キャラクターデザイン・rato。

## 概要
- プレイヤーは主人公の怪盗ルソーとなり、変装を用いて事件を解決していくゲームである。
- 変装はニンテンドーDSのタッチパネルに、変装する相手の顔をタッチペンを用いて描く。そうしてプレイヤーが描いた顔などはゲーム中に登場する。
- 変装の他に、画面をタッチして調べたり、アイテムを使用したりする謎解きの要素もある。
- ニンテンドーDSの2画面を生かし、ゲームの場面がまるで漫画のコマを送るようにテンポ良く進行する。このようにして動く漫画のように楽しめるところも、このゲームの大きな特徴の一つである。
- クリア後の隠しモードでは、ワルキューレ等の他作品のナムコキャラクターが変装パターンとしてゲスト出演している。

### 変装アクション
変装は基本的に絵の模写である。任意の人物等に変装する場合、見本が上画面に表示され、それを参考に下画面に顔などを模写する。やさしいモードだと見本が下絵として見えている状態でなぞって描くことができる。変装後、いかに似ているかを判定され、それによって展開が分岐する。あまりに下手だと変装が見破られてしまう。ちなみに変装の際、見本にはない余計な落書き（例えば額に肉のマークなど）を描いても基本的に判定は変わらないので、ちょっとしたお遊びも可能である。また、変装の際に時間制限が設けられたりする場合や、見本を参考に少し考えて描かなければならない場合など、特殊な条件のもとで変装をしなければならないこともある。単純に模写をすればいいわけではないところにもゲーム性があると言える。それ以外に、自分で好きな顔を描くことができる自由変装を使うシーンもある。変装の他、任意の場所に絵を描くことが必要な場面もあり、それを用いた謎解きもある。そうした場合も変装と同じ方法で絵を描く。

## 登場人物
海藤 流想（かいどう るそう）
本作の主人公。正義感が強く明るく元気な少年。小学5年生。裏では怪盗ルソーの顔を持っている。流想という名前は祖父がつけた。由来は、怪盗ルパンのルと怪人二十面相のソウを合わせたもの。哲学者のルソーとは無関係。
怪盗ルソー（かいとうルソー）
まだまだ駆け出しの正義の怪盗で、変装の名人。しかし変装は顔だけで体はそのまま（それでも誰も気がつかない）。町では有名になりつつあるが、おっちょこちょいという評判もある。動きやすく丈夫なユニフォームと、通信機能や煙幕機能を備えたグローブを装備して活躍する。祖父にもらった怪盗5カ条を常に身につけ、その5カ条を常に守っている。しかし早寝早起きは苦手。
河本 セーヌ（かわもと セーヌ）
本作のヒロイン。流想のクラスメート。明るく世話好きでクラスのアイドル的な存在の少女。ある事件がきっかけでルソーの正体に自ら気づき、仲間にしてもらう。怪盗セーヌの衣装は自ら作った。主にサポート役を務める。仲間になった動機は「すごく面白そう!!」だったから。
ミリオンマスク
流想の祖父。かつて日本にその名をとどろかせた伝説の怪盗。100万の顔を持つと言われ、その変装は超一流とも言われている。事実、ルソーにはできない全身の変装も可能。幼い頃の流想に変装の技術を教えた。現在はアメリカに渡っている。
新聞 配（しんもん くばる）
流想のクラスメートであり親友の一人。渾名（あだな）は「しんぶん」。カメラと報道を愛し、いつもスクープを狙っている。流想のクラスの学級新聞は彼が作っている。
犬飼 保知（いぬかい やすとも）
流想のクラスメートであり親友の一人。渾名は「ポチ」。犬飼刑事の息子。正義感が強いがちょっと頼りない。
茶葉先生（ちゃばせんせい）
流想のクラスの担任の先生。熱血教師。必殺技の「炎のリーゼント」は生徒達から恐れられている。
犬飼刑事（いぬかいけいじ）
ポチのお父さん。茂寄野（もよりの）警察署勤務。いつも頭に手を置いている。
楠利 みゆき（くすり みゆき）
近所の薬局で働いている天然ボケ気味のお姉さん。23歳。序盤では彼氏募集中だったが、物語の途中からハンサムでフリーターの彼氏ができる。
越（こし）
ラーメン屋さん。熱血漢で独自のラーメン道を行く。セーヌのお父さんや尾握さんと親友。セーヌのお父さんとはラーメンの麺とスープの関係とか。
尾握（おにぎり）
三角形でいかにもおにぎりな顔をしている。失業中で暗い。セーヌのお父さんや越と親友。彼らとの関係を、ラーメンの横に置かれるおにぎりのようと言われている。
ポッチャリ
自分で起こした事件を自ら解決するインチキ探偵。その際、高額な料金を請求する。その名の通り体格がポッチャリしている。口癖はプファーウ。体から湯気が出ている。セーヌを誘拐した。
伏見 七夫（ふしみ ななお）
ポッチャリの被害者の一人。非常にやせており、渾名は「ゲッソリさん」。すごい勢いで喋り、しゃべクリと話が合う。幹夫という息子と、枝子という娘がいる。
バニシングケーシー
物体を自在に消す力を持つとされる超能力者。コブラをイメージした露出度の高いアラビアンな衣装を着ている。その超能力の実態は仕込みと印象操作を利用した単なるマジックであり、そのマジックを利用してゲストである茶葉先生たちを拉致した。
アシスタント
ケーシーのアシスタント。終盤、ミリオンマスクがこのアシスタントに変装してルソーの前に現れていた。
ゆっクリ
ボッタクリタウンのマスコットである緑の栗のキャラクターで、ゆっくり一丁目の住人。その名の通り非常にゆっくりとした性格をしており、台詞の吹き出しが一々途切れて話すため、聞き手は「ある方法」を使わないと最後まで聞く前に眠ってしまう。
しゃべクリ
ボッタクリタウンのマスコットであるピンクの栗のキャラクターで、しゃべくり二丁目の住人。すごい勢いで喋る為、伏見のような喋るのが得意な人物でないと対話や聞き取りが極めて困難。作中から2年前まではOLをしていたが、ボッタクリタウンのオープン時にマスコットキャラクターの募集に興味を持ったため、オーディションに合格したのを機に転職した。
びっクリ
ボッタクリタウンのマスコットである栗のキャラクター、びっくり三丁目の住人。常に怖がりで小心者な性格をしており、一度オバケハウスの裏に入ると当分出てこない。常に肩が凝っている為、園内のグッズコーナーで販売されている栗の葉の成分が配合された湿布薬の「クリシップZ」を重ね貼りしている（ついでにルソーにも宣伝を行っている）。
ぼったクリ
ボッタクリタウンのマスコットである栗のキャラクター。関西弁で喋り、ルソーと漫才のような掛け合いを行う。作中では彼そっくりの顔を審査する「ぼったクリそっクリコンテスト」が行われており、優勝賞品がケーシーのショーの特別招待券であった事から、チケットが完売で入手できなかったルソーはコンテストにてこのキャラクターに変装して優勝を目指す事となるも、存在自体が来園した人だけが会える秘密のキャラクターであり、セーヌでも顔写真の入手ができなかった為、ルソーは他の3人のマスコットから得た顔のパーツの情報を収集し、セーヌが作った合成写真を使って変装を行う事となる。
司会
「ぼったクリそっクリコンテスト」の司会と受付係をしている男性。赤いスーツを着用している。ケーシー事件の後は経営難となった事から「秘密クラブUFO」の受付係に転職する。
片目のタツ
ボッタクリタウンの警備員である隻眼の男性。リボルバー拳銃を装備している。猜疑心が強く、例えタウンの関係者であっても怪しいと判断すれば激しく警戒する。
白内（しらない）
みゆきの彼氏であるフリーターの男性。宇宙税を徴収される事になった際にはみゆきに払わせようとした事から、みゆきに変装したルソーからは「最低な彼氏」と評されている。変装時には写真が逆さまになっている事から、見本と上下反転した顔を描く形での変装を行う事となる。
秘密クラブUFOのママ
宇宙人との交流を深める会員制のクラブ「秘密クラブUFO」のママ。26歳。独身。その正体は女装した男であり、正体を知ったルソーは悲鳴を挙げながら全速力で逃走し、「オレより変装が上手いかも」「完全に負けた相手」と評していた。
ボッタクリ社長
「ボッタクリ商事」の社長。金儲けのための悪事なら手段を選ばない性格をしている。ポッチャリとケーシーの事件も彼が裏で糸を引いており、二人が逮捕されてからは自ら直接動き出し、巨大UFOや宇宙人の着ぐるみを用意しての強制納税計画や、幻覚装置とサクラを利用したやらせを行わせての脅迫を行ったり、更にはルソーのアジトをセーヌごと爆破して彼を戦意喪失させた。
しかしミリオンマスクの協力で復活したルソーに機密ルームにあった犯罪の証拠資料を盗まれた事から、彼をカエサンゾー１号で始末しようとするも、機能を逆利用される形で破壊される。UFOを自爆させて自身は車で逃走を図るも、犬飼刑事の覆面パトカーとのカーチェイスになり、最終的にルソーとセーヌの作戦で警察署まで誘導させられ、逮捕された。

## 用語
ボッタクリタウン
幻覚装置サカサミエール
ボッタクリ社長がN町の貧乏発明家から購入したガラクタ発明品。特殊な超音波を発生して半径数メートルを逆さまに見えるだけの幻覚を見せるだけの装置。ボッタクリ社長はこれが発する超音波を無線で各地のスピーカーに流し、宇宙人の仕業に見せかけていた。極めてデリケートであり、電池交換に2時間掛かる上、数回叩いただけで壊れる。

## 漫画
- 『小学三年生』2006年9月号の別冊付録「SHO☆3コミックランド」にて読みきり漫画が掲載。作者は坂井孝行。怪盗ルソーを始めたばかりの頃のストーリーが描かれた。
- 『デンゲキニンテンドーDS』にて2006年11月号より漫画の連載が行なわれていた。作者は新居さとし。ゲーム本編後のオリジナルストーリーが描かれており、オリジナルキャラとしてルソーのライバルとなる女の子が登場。また、ゲームのキャラが別の設定で登場するなどゲーム本編とパラレルな部分もある。